# Léon Syrovatski
Léon Syrovatski (ur. 25 lipca 1938 w Paryżu) – francuski lekkoatleta, który specjalizował się w rzucie oszczepem.
Dwukrotny uczestnik igrzysk olimpijskich – Melbourne 1956 i Rzym 1960. W obu występach zajął 18. miejsce. Złoty medalista igrzysk śródziemnomorskich w 1959 roku. Mistrz Francji w 1962 i 1963. Rekord życiowy: 76,68 (20 lipca 1963, Praga).